# タイラ2世
タイラ2世は、インドのデカン地方を支配した後期チャールキヤ朝（カリヤーニのチャールキヤ朝）の初代の君主（在位：973年 - 997年）。

## 生涯
バーダーミのチャールキヤ朝の子孫を自称して兵を挙げ、パラマーラ朝の侵入に乗じてラーシュトラクータ朝を倒し、王朝を開いた。当初、マールケード（マーニャケータ）を首都としていた。数年のうちに、ナルマダー川からトゥンガバドラー川にいたる西部デカンの支配を確立した。